# Дрезденський собор
Дре́зденський со́бор, Придворна церква або Гофкірхе (нім. Hofkirche) — католицький храм у Німеччині, в місті Дрезден. Належить Дрезден-Мейсенській діоцезії. Названий на честь Святої Трійці. Закладений 1739 року за наказом саксонського курфюрства Фрідріха-Августа ІІ, що також був королем Польщі. Збудований 29 червня 1751 року в бароковому стилі. Найпізніша будова в стилі італійського бароко в місті. Найбільша церква Саксонії.

## Назва
- Дрезденський собор
- Катедральний собор Святої Трійці (нім. Kathedrale St. Trinitatis)
- Церква святої Трійці (нім. Heilig-Dreifaltigkeitskirche)
- Придворна церква (нім. Hofkirche), або Католицька придворна церква (нім. Katholische Hofkirche)

## Історія
Будівництво Придворної церкви під керівництвом італійського зодчого Гаетано Кіавері велося в 1738–55 роках при курфюрстах Августа II Фрідріха і Августа III Фрідріха. Побудувати католицьку церкву в центрі протестантської Саксонії їм довелося після прийняття католицької віри в інтересах зовнішньої політики.
Як і більшість будівель в Дрездені Кафедральний собор був практично повністю зруйнований під час бомбардувань союзників в 1945 році: внутрішнє оздоблення було випалене, склепіння Придворної церкви обрушилось. Будівля храму повністю відновлена у 1962 році.

## Опис
Придворна католицька церква, що стоїть на березі Ельби в центрі «Старого міста», виділяється на тлі архітектурного ансамблю Театральної площі Дрездена своєю легкістю і витонченістю. Домінантою цього пам'ятника культури є 85,5 метрова ажурна дзвіниця, яка одночасно здається повітряно-тонкою і монументальною. Фасад собору прикрашений сімдесяти вісьмома 3,5-метровими статуями святих, апостолів і церковних князів роботи Лоренцо Матіеллі.
У розкішному внутрішньому оздобленні Кафедрального собору Св. Трійці особливої уваги заслуговують кафедра в стилі рококо роботи Б. Пермозер, величезний орган — остання й найзначніша робота найкращого майстра органних справ Йоганна Зільбермана, а також чудові вівтарні прикраси. Крім того, під церквою розташовуються 4 склепи з 49 саркофагами курфюрстів і королів Саксонії з роду Веттинів, а також серце Августа Сильного, тіло якого покоїться в кафедральному соборі Кракова.
З 1709 року в церкві існує хор хлопчиків. Послухати чудовий спів знаменитого хору можна не тільки під склепінням храму, а й під час їхніх численних гастролей по всьому світу.

### Розміри
Площа: 4 800 м² (є найбільшою церквою в Саксонії)
Загальна довжина: 92 м
Загальна ширина: 54 м
Висота вежі: 86 м
Неф (внутрішні розміри): 52.36 м (довжина) х 17,56 м (ширина) х 32,20 м (висота)
Проходи (всередині вимірювань): 39.20 м (довжина) х 9,52 м (ширина) х 15,95 м (висота)

## Галерея

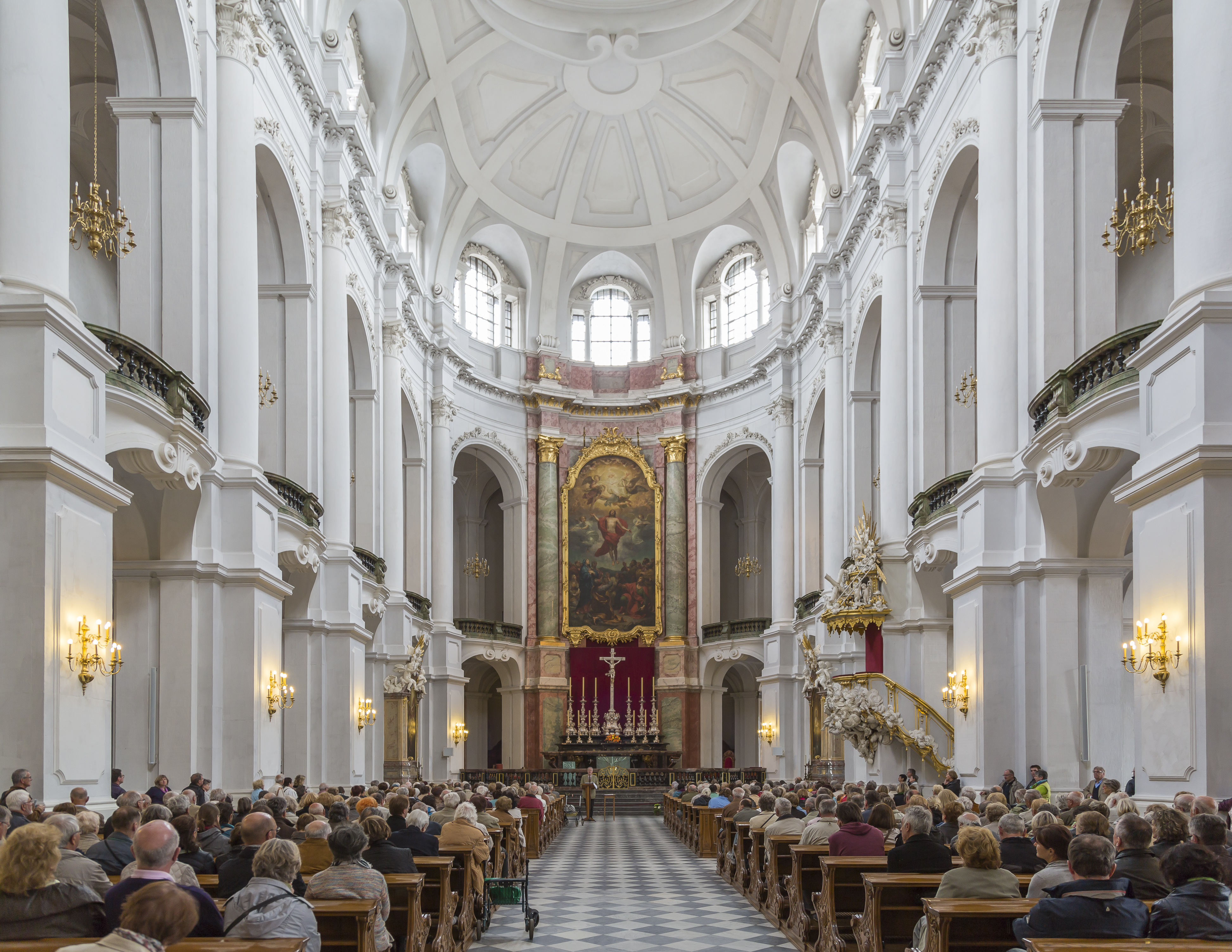
Інтер'єр Собору
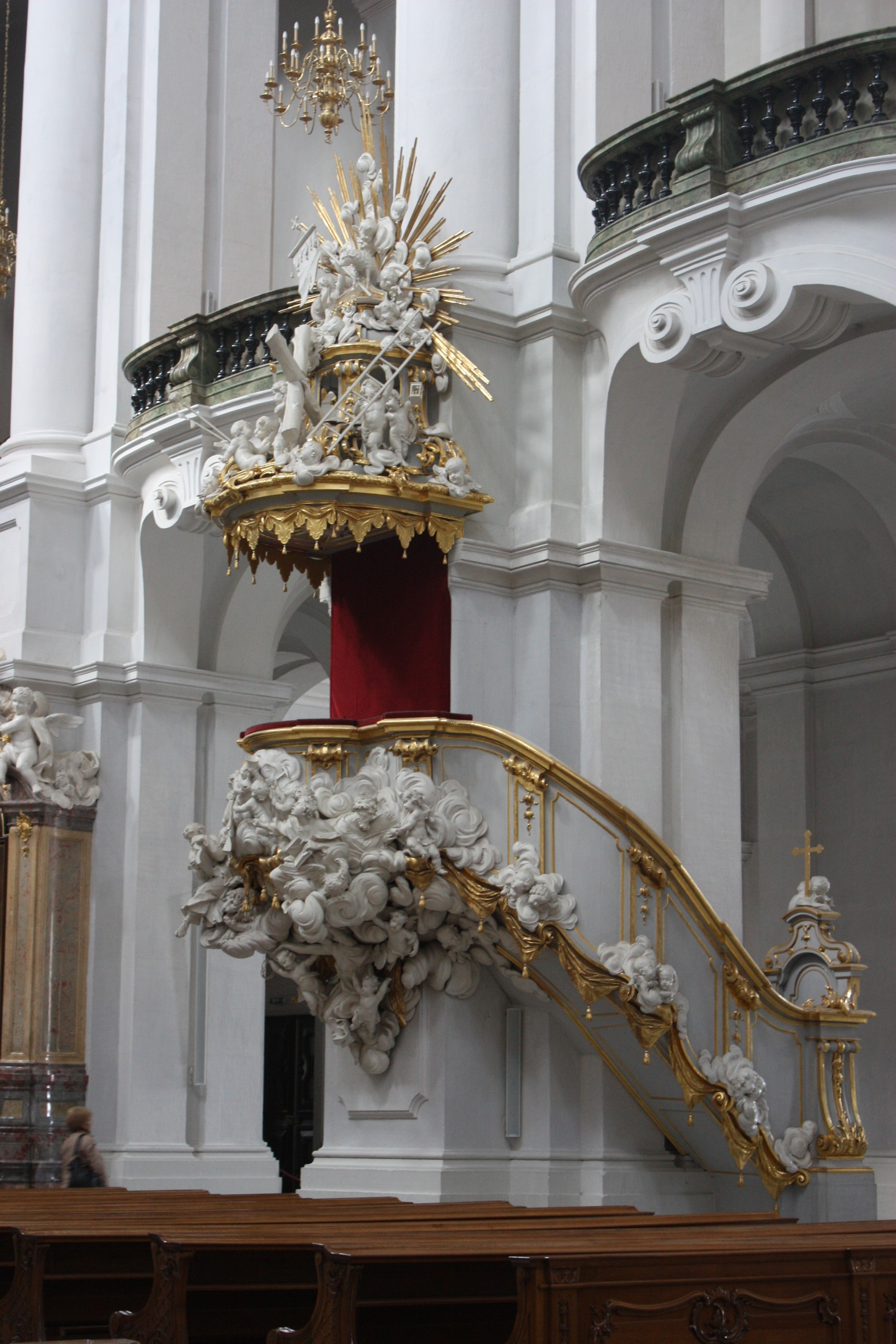
Кафедра
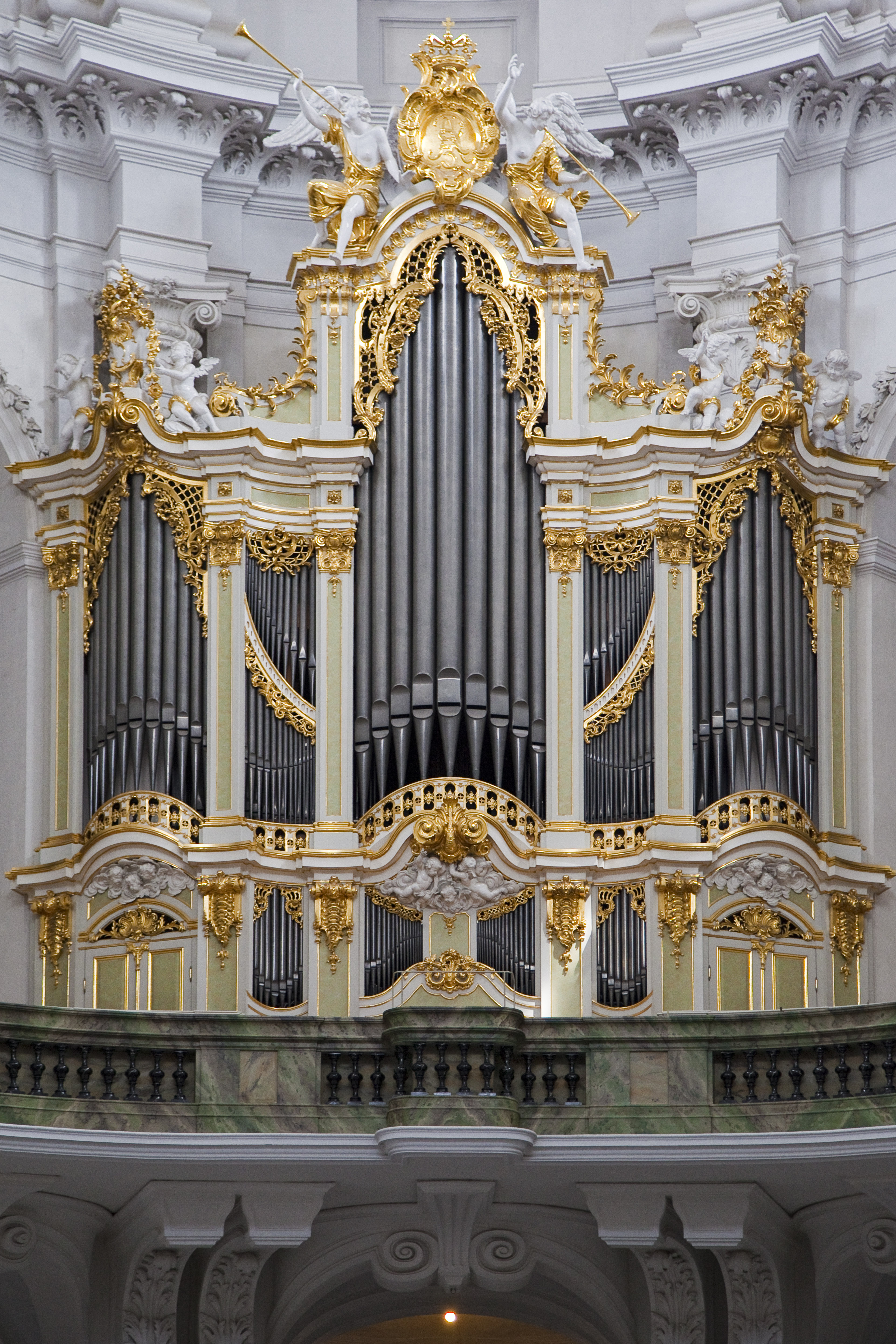
Орган Зільбермана
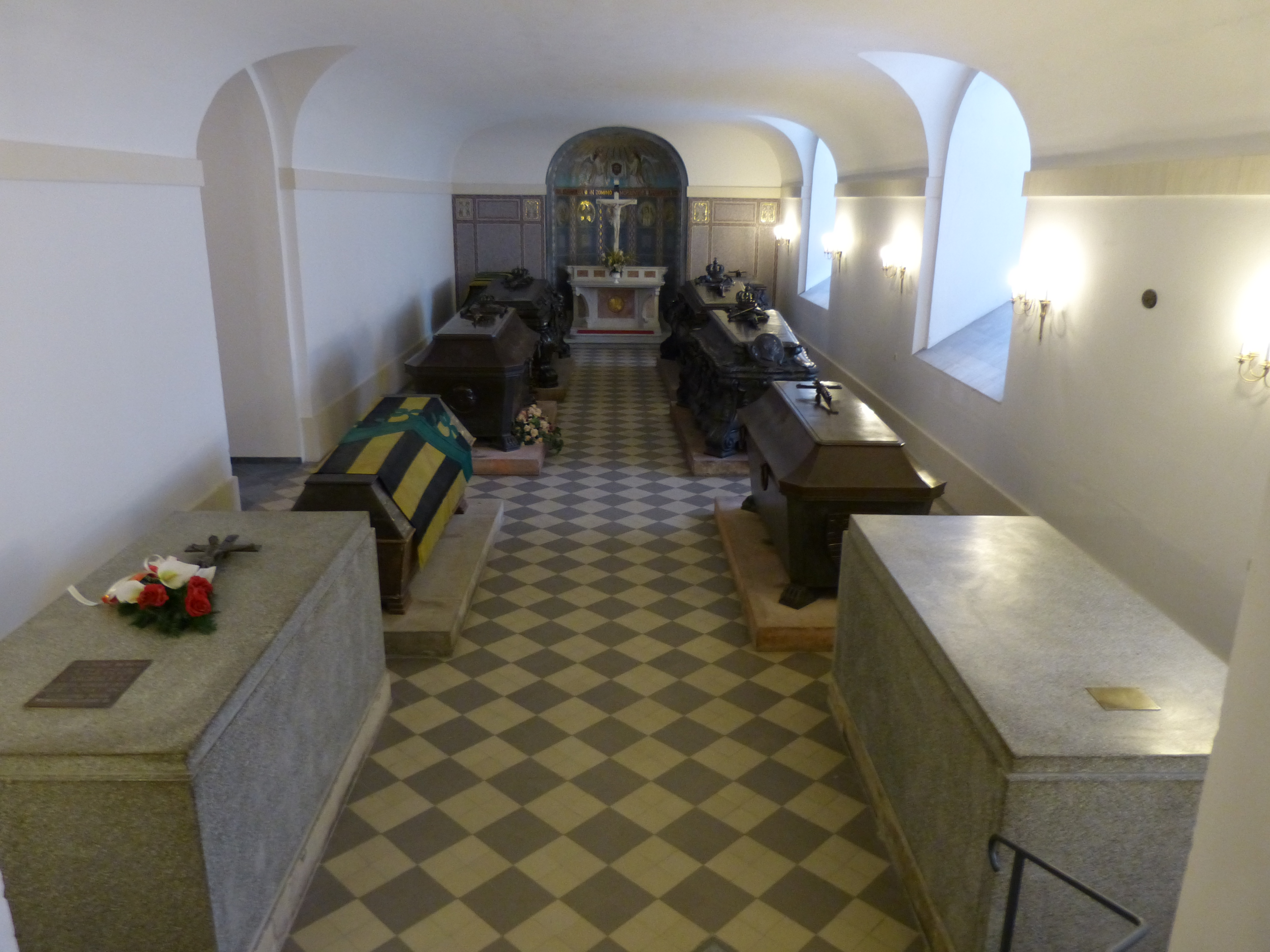
Усипальниця Веттинів